# Åland himnusza
Az Ålänningens sång az autonóm finnországi Åland-szigetek himnusza 1922 óta. Szövegét John Grandell írta, zenéjét Johann Fridolf Hagfors szerezte.
Ålänningens sång
1. Landet med tusende öar och skär,
danat ur havsvågors sköte.
Åland, vårt Åland, vår hembygd det är.
Dig går vår längtan till möte!
Forngravars kummel i hängbjörkars skygd
tälja din tusenårs saga.
Aldrig förgäta vi fädernas bygd,
vart vi i fjärrled än draga
vart vi i fjärrled än draga
2. Skönt är vårt Åland när fjärdar och sund
blåna i vårljusa dagar,
ljuvt är att vandra i skog och i lund,
i strändernas blommande hagar.
Midsommarstången mot aftonröd sky
reses av villiga händer,
ytterst i utskärens fiskareby
ungdomen vårdkasar tänder
ungdomen vårdkasar tänder
3. Aldrig har åländska kvinnor och män
svikit sin stam och dess ära;
ofärd oss hotat, men segervisst än
frihetens arvsrätt vi bära.
Högt skall det klinga, vårt svenska språk,
tala med manande stämma,
lysa vår väg som en flammande båk,
visa var vi äro hemma
visa var vi äro hemma

## Magyar fordítás
Az ålandiak éneke
1. Ezer sziget és ezer szikla országa,
Te, aki a tenger hullámainak méhéből születtél,
Åland, mi Ålandunk, Te vagy az otthonunk,
Benned teljesül minden vágyunk.
Ősi sírok halmai a hatalmas fenyők árnyékában
Formálják ezeréves történelmed.
Sosem feledjük apáink földjét
Bárhol is vagyunk, bármily messze
Bárhol is vagyunk, bármily messze
2. Szép vagy, mi Ålandunk, amikor öbleid és a szorosok
A tavaszi fényben kéken csillognak
Csodálatos érzés erdeidben és berkeidben vándorolni,
És a partjaid virágzó földjein
És a partjaid virágzó földjein
A szentivánéji nap oszlopát a vörös esti égen
Ezer lelkes kéz tartja
Míg kint, a kis szigetek halászfalvaiban
Az ifjak jelzőtüzet gyújtanak
Az ifjak jelzőtüzet gyújtanak.
3. Az ålandi nők és férfiak
Mindig büszkék voltak származásukra
Ha veszély is fenyeget, mi akkor is győznünk
És megvédjük örökölt jogunkat a szabadságra
Zengjen hangosan svéd nyelvünk
Szóljon intő hangon
Lángoló toronyként mutassa utunkat,
Mutassa meg a mi hazánkat
Mutassa meg a mi hazánkat
(a szerkesztő szabad fordítása)